# Robert Delathouwer
Robert Delathouwer, né à Etterbeek le 18 août 1953, est un homme politique belge, député régional bruxellois, Sociaal Progressief Alternatief (sp.a) de 1990 à 1999 et de 2003 à 2009.
Ancien secrétaire d'État régional bruxellois à la Mobilité, la Fonction publique, la Lutte contre l'Incendie et l'Aide médicale urgente (1999-2003).
De 1990 à 1995, il est le président de la Société de Transports Intercommunaux Bruxellois (S.T.I.B.)
Ancien président du CPAS de Koekelberg (1983-1989) puis échevin, d'abord responsable de l'état civil et de la population (1989-1999) et ensuite de la culture néerlandophone (2003-2016). Durant ses fonctions gouvernementales, il siège au conseil communal de Koekelberg (1999-2003).
Depuis janvier 2016, à la suite de sa démission du collège communal de Koekelberg, il siège à nouveau comme conseiller communal.
Robert Delathouwer est également acteur de théâtre promouvant le folklore bruxellois et enseigne le dialecte bruxellois. Dans ce cadre, et en sa qualité de mandataire communal, il initie le mariage civil en dialecte bruxellois.
Il est le fils de Jacques Delathouwer (1930-1979) qui fut également conseiller communal à Koekelberg durant de nombreuses années et jusqu'à sa mort prématurée à l'âge de 49 ans, et de Huguette Cuyvers (1932-2007).